# アワタケ
アワタケ（泡茸、学名: Xerocomus subtomentosus）はイグチ目イグチ科イグチ属の菌類で小形から中形のキノコ。可食種。英国ではSuede Bolete、Boring Broun Bolete、Yellow-cracked Bolete

## 分布・生態
日本各地、ボルネオ、ヨーロッパ、北アメリカなどの北半球、オーストラリアなど広い範囲で見つかっている。
菌根菌。夏から秋にかけて、ブナ科やカバノキ科の広葉樹林の地上の草地や道端などに、群生から単生する。

## 形態
子実体は傘と柄からなる。傘は3 - 10センチメートル (cm) 程度の大きさで、初めはまんじゅう形で、のちにほぼ平らに開く。傘の表面は黄褐色から帯褐オリーブ色から灰褐色のビロード状で、ときにひび割れて黄色い地色が見える。
傘の裏はイグチの特徴である管孔がよく見える。管孔部は柄に直生またはわずかに垂生する。管孔の目が粗いのが特徴で角形、鮮やかな黄色から帯緑黄色で、傷つくと弱い青変性を示す。
柄は中実で、長さ5 - 12 cm、太さ1 - 2 cmで上下同大または下方に細まる。柄の表面は傘上面と同色、または淡黄色から淡赤褐色、しばしば上部に縦筋の隆起線を現す。肉は淡黄色で厚く、傷つくときに多少青変性がある、または変色しないこともある。
担子胞子は大きさ12 - 14 × 4.5 - 5マイクロメートル (μm) の楕円状類紡錘形で、淡オリーブ色、非アミロイド性。胞子紋はオリーブ褐色。

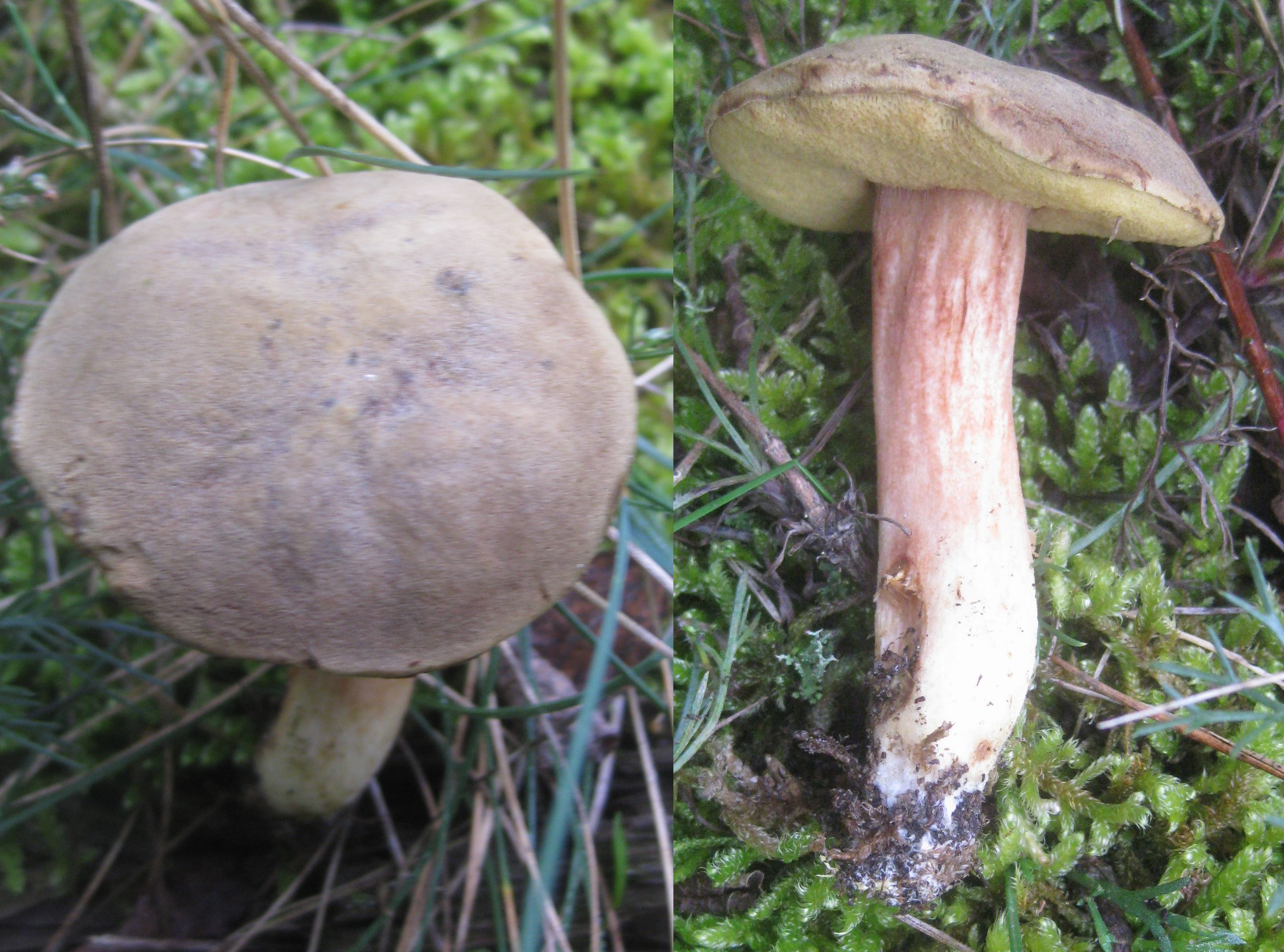
傘表面は褐色から灰褐色のビロード状
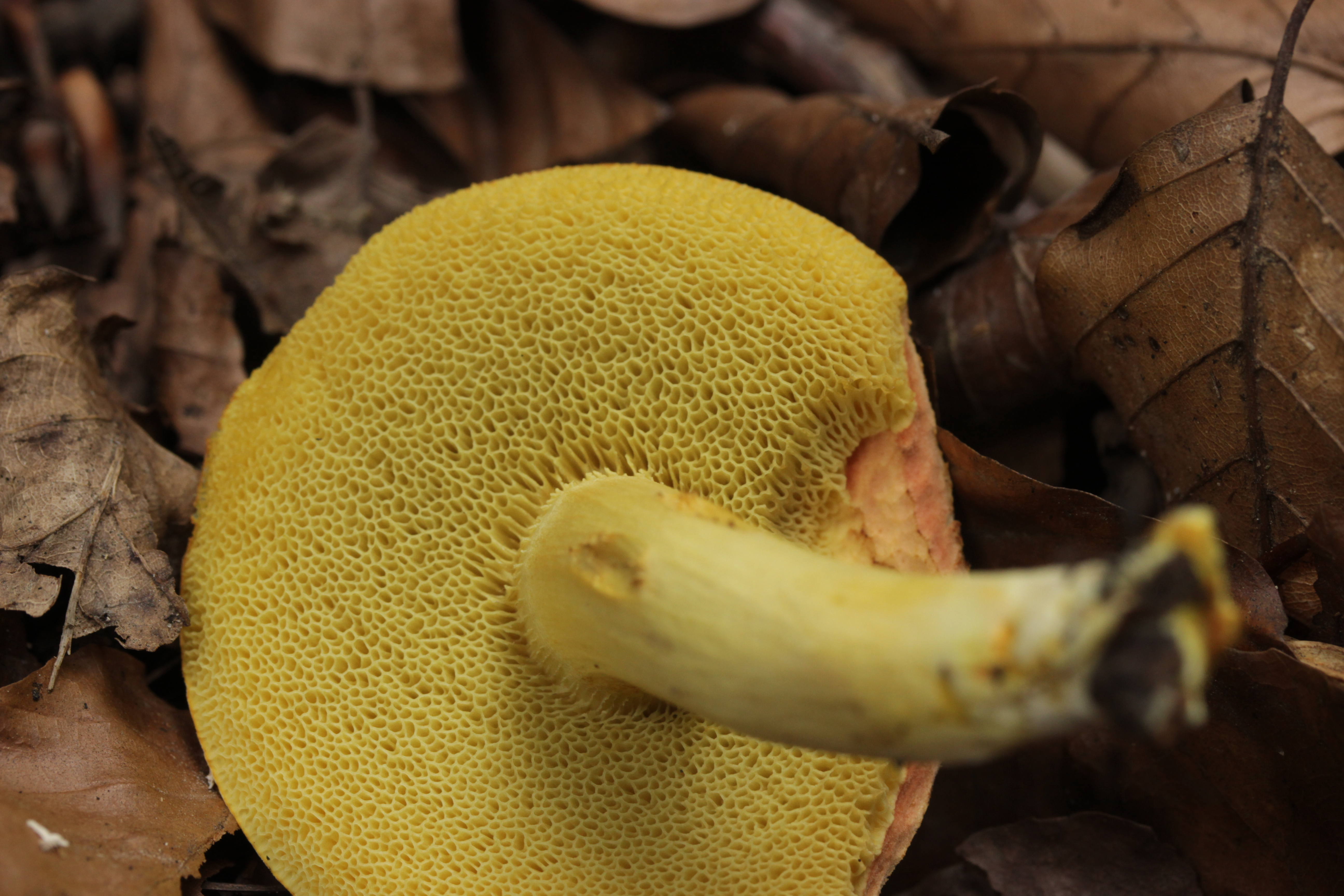
傘裏面の管孔部
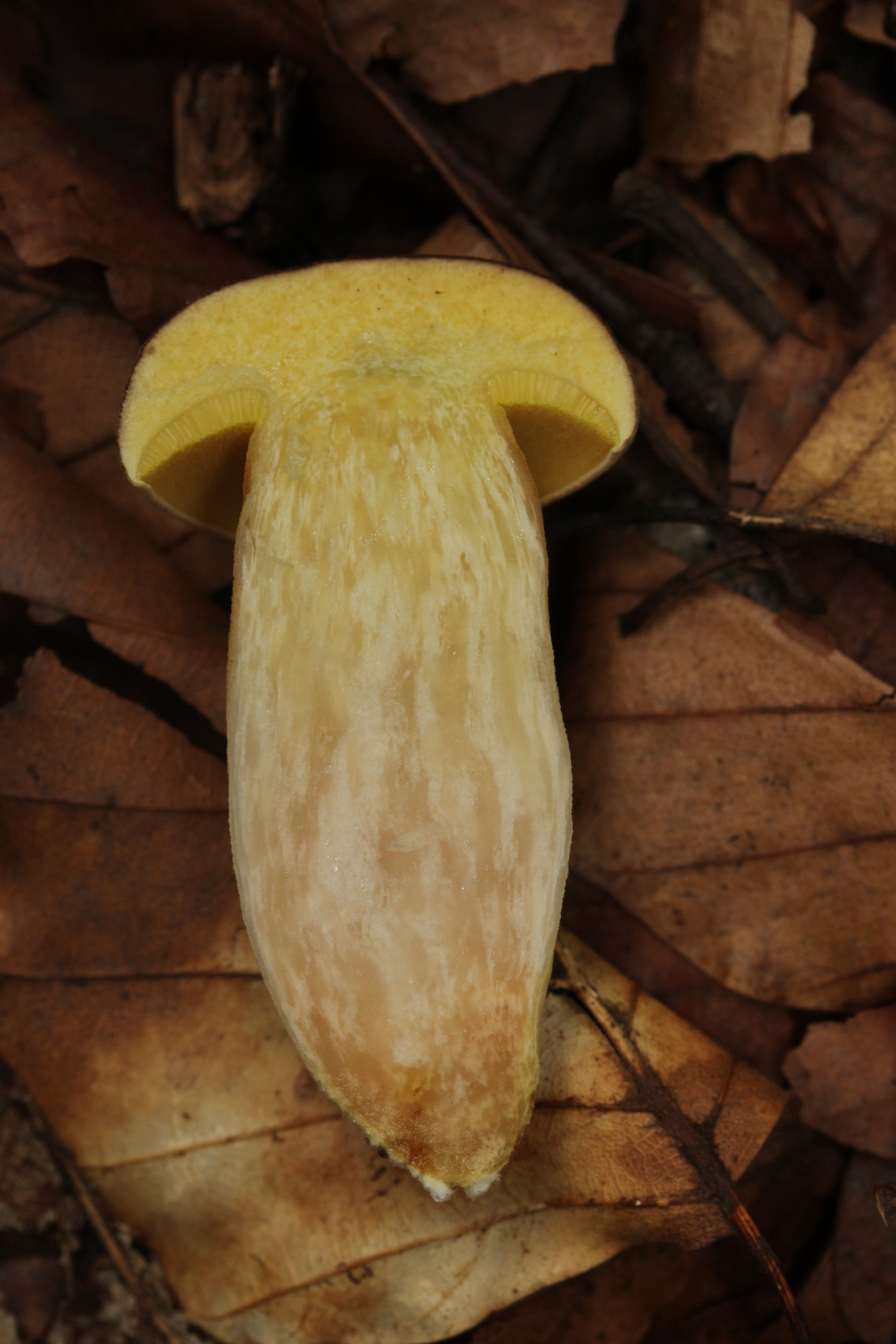
断面、柄は中実
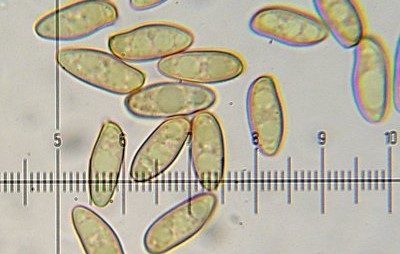
胞子の顕微鏡画像

## 食用
この種は食用できる。近縁のアミタケと同様の調理法で食用になる。肉質は比較的やわらかく、柄は歯切れが良い。風味にクセはないが、ややうまみに欠ける。

## 類似するキノコ
良き見かけられるイグチ科のキノコであるが、いくつも似ている種があり、肉眼での識別は難しい。傘に水酸化アンモニウムを滴下すると一瞬にして赤褐色に変わる。この特徴によって同属他種と区別を行う。
傘表面のひび割れが強く、地色が紅色のものはキッコウアワタケ属のキッコウアワタケ（Xerocomellus chrysenteron）である。
アミタケ（Suillus bovinus）と良く似ている。